# Parahepomidion meruanum
Parahepomidion meruanum är en skalbaggsart som beskrevs av Stefan von Breuning 1958. Parahepomidion meruanum ingår i släktet Parahepomidion och familjen långhorningar. Inga underarter finns listade i Catalogue of Life.